# Perjuro (Game of Thrones)
«Perjuro» es el tercer episodio de la sexta temporada de la serie de televisión de fantasía medieval Game of Thrones, de la cadena HBO. David Benioff y D. B. Weiss escribieron el episodio y Daniel Sackheim lo dirigió.

## Argumento

### En el Mar Angosto
Samwell Tarly (John Bradley) empieza a sentirse mareado mientras viaja en barco hacia Antigua con Gilly (Hannah Murray) y su bebé. Sam explica a Gilly que las mujeres no son bienvenidas en la Ciudadela, y que tiene la intención de dejarla con su familia en Colina Cuerno.

### Más Allá del Muro
Bran (Isaac Hempstead Wright) y el Cuervo de tres ojos (Max von Sydow) observan una visión donde Eddard Stark (Robert Aramayo), Howland Reed (Leo Woodruff), y varios norteños más llegan a la Torre de la Alegría, en la fase final de la Rebelión de Robert. Ser Arthur Dayne (Luke Roberts) y Ser Gerold Hightower (Eddie Eyre) saludan a Ned a su llegada. Bran señala que Ser Arthur Dayne fue uno de los mejores caballeros que han existido.
Eddard afirma que el príncipe Rhaegar y el Rey Loco han muerto, y se pregunta por qué Dayne no estuvo presente en la Batalla del Tridente. Dayne responde que ha recibido la orden de permanecer en la torre. Después de que Ned exige saber dónde está su hermana, se produce una batalla. Dayne acaba con varios soldados norteños. Howland aparece por detrás para atacar a Dayne, momento en que Ned aprovecha para rematar al Guardia Real. Ante los gritos de una mujer procedentes de la torre, Ned se dirige hacia el interior. El Cuervo de tres ojos decide poner fin a la visión, explicando que el resto está destinado para otro momento, para frustración de Bran.

### En Vaes Dothrak
Daenerys Targaryen (Emilia Clarke) llega con el khalasar de Khal Moro (Joe Naufahu) a Vaes Dothrak, y es guiada a reunirse con el Dosh khaleen. La anciana (Souad Faress) trata de simpatizar con Daenerys, afirmando que ella estuvo casada con un gran Khal, quien creyó que iba a gobernar el mundo pero corrió la misma suerte. Después de dar a Dany ropas nuevas, se informa de que los distintos khalasares se han reunido en Vaes Dothrak para discutir qué ciudades y pueblos conquistar.

### En Meereen
Varys (Conleth Hill) convoca a Vala (Meena Rayann), una mujer aliada de los Hijos de la Arpía, a la sala del trono en la Gran Pirámide. La acusa de conspirar para matar a los Inmaculados y a los Segundos Hijos, pero ella responde llamándolos invasores extranjeros. Varys trata de explicar su punto de vista y menciona a su hijo. Vala afirma que si ella le da información sobre los Hijos de la Arpía, es probable que la maten. Varys le ofrece a cambio de información una huida a Pentos y dinero.
Mientras tanto, Tyrion Lannister (Peter Dinklage) trata de entretener a Gusano Gris (Jacob Anderson) y Missandei (Nathalie Emmanuel). Varys llega y explica que ha descubierto que los esclavistas de Yunkai, Astapor, y Volantis han estado colaborando con los Hijos de la Arpía. Gusano Gris señala que los Inmaculados ya arrasaron las ciudades esclavistas tiempo atrás, pero Tyrion le advierte que marchar sobre las ciudades dejará Meereen indefensa. Llegan a la conclusión de que la única manera de derrotar a los Hijos de la Arpía es darles caza. Tyrion pide a Varys que envíe a sus pajaritos para dejar un mensaje a los esclavistas.

### En Desembarco del Rey
Qyburn (Anton Lesser) da órdenes a los "pajaritos", mientras que llegan Cersei (Lena Headey), Jaime (Nikolaj Coster-Waldau), y al re-animado Ser Gregor Clegane (Hafthor Júlíus Björnsson). Cersei ordena a Qyburn poner espías en el Norte, el Dominio y Dorne. Más tarde, Cersei y Jaime interrumpen una reunión del Consejo Privado en la que Kevan Lannister (Ian Gelder), Lady Olenna Redwyne (Diana Rigg), Lord Mace Tyrell (Roger Ashton-Griffiths), y el Gran Maestre Pycelle (Julian Glover) están presentes. Cersei y Jaime mencionan que Ellaria y las Serpientes de Arena han tomado Dorne por su propia cuenta. Cuando los hermanos mellizos piden participar en el Consejo, Kevan da la reunión por terminada.
Tommen Baratheon (Dean-Charles Chapman) marcha con la Guardia Real para confrontar al Gorrión Supremo (Jonathan Pryce). El septón se niega a que Cersei visite la tumba de su hija, explicando que ella podrá una vez haya sido juzgada. Después de decirle a sus respectivos soldados que se retiren, el Gorrión Supremo explica al rey la importancia de la Madre en la Fe de los Siete.

### En Braavos
Arya Stark (Maisie Williams) pelea contra la Niña Abandonada (Faye Marsay) en la Casa de Blanco y Negro. Entre las sesiones, la chica pregunta a Arya sobre quién solía ser, explicando acerca de su familia, su encuentro con Sandor Clegane y su lista de nombres.
Después de que finalmente es capaz de parar los golpes de su contrincante, Jaqen H'ghar (Tom Wlaschiha) llama a Arya a la cámara principal, y le ofrece la vista de nuevo si ella dice su nombre. Cuando ella responde: "Una chica es Nadie," Jaqen le ofrece un trago de la fuente y Arya recupera la vista.

### En Invernalia
Pequeño Jon Umber (Dean S. Jagger) se reúne con Ramsay Bolton (Iwan Rheon) y Harald Karstark (Paul Rattray). Explica a Ramsay que Jon Nieve ha estado dejando que los salvajes habiten tierras al sur del Muro, para temor de la Casa Umber. Ramsay ofrece su ayuda si le jura lealtad, pero Umber se niega. Afirma que no culpa a Ramsay por asesinar a Roose Bolton y que pone en duda su palabra.
Con el fin de fortalecer la tregua, Umber dice que tiene un regalo para Ramsay. El regalo son dos figuras encapuchadas, que se revelan como Rickon Stark (Art Parkinson) y Osha (Natalia Tena). Cuando Ramsay le pregunta cómo puede estar seguro de que es Rickon, Umber muestra la cabeza de Peludo, el lobo huargo del pequeño Stark.

### En el Muro
Tras despertar, Jon Nieve (Kit Harington) recibe a Davos Seaworth (Liam Cunningham) y a Melisandre (Carice van Houten), a quienes dice que lo último que recuerda es el ataque de los traidores. Melisandre le dice a Jon que su religión profetiza a un "príncipe que fue prometido", y sugiere que este príncipe no puede ser Stannis Baratheon, como creía al principio. Jon entra en el patio para reunirse con los salvajes. Abraza a Tormund (Kristofer Hivju) y Edd el Penas (Ben Crompton).
Jon preside el ahorcamiento de Ser Alliser Thorne (Owen Teale), Olly (Brenock O'Connor), Othell Yarwyck (Brian Fortune), y Bowen Marsh (Michael Condron). Antes de proceder a la ejecución, deja que los traidores formulen sus últimas palabras. Jon luego entrega su capa a Edd, afirmando que "Ahora mi Guardia ha terminado", afirmando que su muerte le libera de los votos de la Guardia de la Noche. 

## Producción
El episodio fue escrito por los creadores de la serie David Benioff y D.B. Weiss . Algunos elementos del episodio se basaron de la sexta novela de la serie Canción de hielo y fuego llamado Vientos de Invierno que el autor George R.R. Martin esperaba haber completado antes de que comenzara la sexta temporada. También contiene elementos del capítulo "La niña ciega" de Danza de dragones y varios capítulos de Samwell Tarly a la Ciudadela de Festín de Cuervos. El combate en la Torre de la Alegría fue un evento retratado en un sueño de Ned Stark en el capítulo "Eddard 10" de Juego de tronos
Los actores Natalia Tena (Osha) y Art Parkinson (Rickon Stark), ambos con papeles recurrentes en la serie hasta la tercera temporada, hacen su primera aparición en el episodio después de no hacer aparición en la cuarta y quinta temporada. El episodio era también la aparición final de varios personajes como Alliser Throne y Olly.

## Recepción
El episodio fue muy positivamente recibido por los críticos, citando el flashback en La torre de la alegría y de la escena final de Jon Nieve ejecutando sus asesinos, Rotten Tomatoes que encuestó 48 revisiones del episodio y juzgó que el 96 % de ellas eran positivas, con una calificación promedio de 7,7 / 10.